# Сталінградський (алмаз)
«Сталінградський» — алмаз, вагою 162,0 карата, знайдений у Республіці Саха 5 лютого 1968 р.
За пропозицією воїнів-фронтовиків Другої світової війни названий на честь 25-річчня Перемоги на Волзі «Сталінградський».